# Mandikal, Chik Ballapur
Mandikal là một làng thuộc tehsil Chik Ballapur, huyện Kolar, bang Karnataka, Ấn Độ.